# نادي الحجاز
نادي الحجاز السعودي هو أحد أندية الدرجة الرابعة
تاسس النادي باسم نادي غامد لكن تم تغيره عام 2001